# Barras Futebol Club
Il Barras Futebol Club, noto anche semplicemente come Barras, è una società calcistica brasiliana con sede nella città di Barras, nello stato del Piauí.

## Storia
Il club è stato fondato il 15 novembre 2004. Il Barras ha vinto il Campionato Piauiense nel 2008. Ha partecipato al Campeonato Brasileiro Série C nel 2007, dove ha raggiunto la fase finale, terminando al 7º posto, sfiorando la promozione nel Campeonato Brasileiro Série B dell'anno successivo, e nel 2008, dove è stato eliminato alla prima fase. Il Barras è stato eliminato al primo turno dall'ABC in Coppa del Brasile 2011.

## Palmarès

### Competizioni statali
- Campionato Piauiense: 1

2008
- Campeonato Piauiense Segunda Divisão: 1

2005